# Provincia Souk Ahras
Provincia Souk Ahras (în arabă ولاية سوق أهراس) este o unitate administrativă de gradul I (wilaya) a Algeriei. Reședința sa este orașul Souk Ahras.